# Велимир Пилетић
Велимир Веља Пилетић (Београд, 2. мај 1906 — Париз, 23. јул 1972) је био српски и југословенски официр, генералштабни мајор Југословенске војске, а за време Другог светског рата је унапређен у чин пуковника и постављен за команданта Источне Србије, команданта Крајинског корпуса и Осме групе (јуришних) корпуса Југословенске краљевске војске у Отаџбини. Средином 1942. године проглашен је за војводу крајинског. Један је од најзаслужнијих за неуспех немачке операције Дунавски вилењак, када је са Црвеном армијом успео да блокира извлачење око 200 немачких бродова, што је резултирало тиме да буду потопљени на Дунаву, а Поречка бригада његовог Крајинског корпуса је 1944. године ослободила Мајданпек, Кучево, Петровац на Млави и Жагубицу. Преживео је рат и отишао у емиграцију, где је био један од водећих српских политичких емиграната.

## Биографија

### Порекло и образовање
Велимир Пилетић је рођен 2. маја 1906. године у Београду, као потомак знамените породице Пилетић из црногорског братства Пипера. Његов деда је био сердар и војвода Јоле Пилетић, командир бригаде у бици на Вучјем Долу, који је након сукоба са књазом Николом Петровићем избегао у Кнежевину Србију 1879. године и доселио се у Ниш, а са собом је повео чак 50 чланова породице. Међу њима је био и његов син Јанко Пилетић, Велимиров отац, касније шеф пореске управе. Велимирова мајка Живка Лукић је била учитељица, која се након удаје посветила домаћинству. Стриц Велимира Пилетића је био пуковник Мирослав Пилетић.
Пилетић је 1924. године завршио 50. класу Ниже школе Војне академије у Београду и добио чин потпоручника. Тада се оженио Оливером, кћерком управника нишког Казненог завода капетана прве класе Јакова Ненадовића (потомак проте Матије Ненадовића) и Анђелије Петровић-Његош (кћерка црногорског дивизија Ђура Петровића Његоша), која је детињство провела на италијанском двору код своје тетке краљице Јелене Савојске.
Затим је завршио 34. класу Више школе Војне академије у Београду. У истој класи, били су Веселин Мисита, Павле Бабац, Миодраг Палошевић, Захарије Остојић, Арсо Јовановић, Веселин Додић и Димитрије Антоновић.
Уочи Другог светског рата, мајор Пилетић се налазио на дужности помоћника начелника штаба Дунавске дивизионе области.

### Априлски рат
Почетком априла 1941. године генералштабни мајор Пилетић постављен је за Начелника штаба Дунавске дивизионе области. Ова дивизиона област тада је обухватала престоницу Београд и делове Баната и Срема. Командант Београда је био армијски генерал Војислав Николајевић. Од трупа имао је на расположењу: Сремску оперативну дивизију под командом генерала Јована Антића и Дунавску обласну дивизију под командом генерала Стевана Милетића. Немци су напали Краљевину Југославију без објаве рата 6. априла 1941. године бомбардујући Београд у више наврата. Затим су наступиле њихове муњевите моторизоване инвазионе трупе из готово свих суседних држава. Командант одбране Београда армијски генерал Николајевић је по сазнању да су Немци заузели Ниш и да надиру са југа ка Београду, немачке оклопне дивизије су већ биле код Јагодине, 150 km јужно од Београда, донео одлуку о маневру својих дивизија, што је подразумевало да се дивизије повуку из Срема и Баната и сконцентришу јужно од престонице одакле се очекивао главни немачки напад. Армијски генерал Николајевић овластио је генералштабног мајора Пилетића да ову наредбу о одбрани престонице са јужне стране пренесе свом команданту Дунавске обласне дивизије генералу Милетићу. Али, чим су се дивизије пребациле на јужни сектор стигла је наредба Врховне команде Југословенске војске упућена Команди Београда да се у току ноћи 12/13. априла напусти престоница.
Генералштабни мајор Пилетић добио је наређење да минира београдске мостове, чије је рушење предвиђено ратним планом у случају евакуације војске из престонице, и да спали велике војне резерве сена. За време бомбардовања Београда 1941. Немци су мостове поштедели, као и велики сењак. За немачку војску београдски мостови били су од великог значаја, посебно за њихове моторизоване трупе које су муњевито напредовале. Мајор Пилетић наредио је својим војницима да се мостови сруше, што је и учињено 13. априла два сата по поноћи, нови висећи мост Витешки краљ Александар I (данашњи Бранков мост) и нови друмско-железнички мост кнез Павле (данашњи Панчевачки мост) нашли су се на дну својих река. Током исте ноћи надомак Београда спаљен је и велики сењак, око милион кила сена, чији је пламен злослутно осветљавао престоницу у ноћи. Дунавска обласна дивизија повукла се у правцу Бање Ковиљаче на Дрини. Мајора Пилетића је капитулација, 16. априла, затекла у Горажду. Сутрадан, 17. априла, мајор Пилетић креће на пут у Боку, али остаје одсечен у Берану, који Немци заузимају, 18. априла 1941. мајор Пилетић избегава немачко заробљеништво и враћа се у Београд. Током првог таласа окупације, мајор Пилетић налази се на лечењу у болници, где Немци још увек нису проверавали спискове болесника, тамо је био поштеђен бројних провера које су војне патроле вршиле над грађанима на улици. За мајором Пилетићем расписале су потерницу банатске Швабе из Панчева, чије су групе под заштитом немачке војске тих дана крстариле градом и тражиле своје предратне српске прогониоце. Пре рата, Пилетић је ометао рад немачке мањине у Панчеву и њихову антијугословенску организацију културбунд. Фолксдојчери нису успели да пронађу мајора.

### Источна Србија
Средином маја 1941. године комунисти Будимир Томовић и Слободан Шкеровић састали су се по одобрењу партије са генералштабним мајором Пилетићем и предложили му да буде војни инструктор КП Југославије. Пилетић је овај предлог одбио, а комунисти су тек касније пронашли војног инструктора партије, другог генералштабног официра, Арсу Јовановића. У своје редове Пилетића су желели да виде љотићевци и недићевци, али је он све понуде упорно одбијао, све сем једне, понуду генералштабног пуковника Драгољуба Михаиловића. Четничким одредима пуковника Драгољуба Михаиловића Пилетић се придружио средином августа 1941. године. Упућен је у Источну Србију, где је командовао одредом, бригадом, корпусом, групом корпуса и на крају североисточним фронтом.
У Пилетићевом штабу су током рата боравили многобројни савезнички официри, међу којима је био и Џаспер Рутем.
У јулу 1944. године, генерал Михаиловић га поставља за команданта Осме групе (јуришних) корпуса, у чији састав улазе Млавски, Крајински и Књажевачки корпус.

### Сарадња са Црвеном армијом
Дана 15. августа 1944. године, пуковник Пилетић је издао наређење о општем нападу на немачке гарнизоне у Источној Србији. Поречка бригада Крајинског корпуса је 26. августа ослободила Мајданпек. Потом, пуковник Пилетић са Крајинским корпусом ослобађа Кучево, Петровац на Млави и Жагубицу. Успео је да постави и опсаду Доњег Милановца, а са румунским снагама које су у то време прешле на страну Савезника, договорио је артиљеријску подршку преко Дунава.
У септембру 1944. године, око 200 патролних чамаца, санитетских бродова и баржи немачке црноморске флоте покушава да се Дунавом пробије од Црног мора до Београда, у операцији Дунавски вилењак. Пуковник Пилетић је успоставио договор са Црвеном армијом и румунским снагама, те је са југословенске стране границе пресекао одступање и 2. септембра је немачком команданту у Неготину испоставио ултиматум о предаји, што је довело до тога да немачка команда донесе одлуку о потапању ових бродова на Дунаву.
Пилетић је био први официр кога су срели Црвеноармејци по уласку у окупирану Србију. Припадници Народноослободилачке војске Југославије су се са Црвеном армијом сусрели тек 12. септембра у неготинском селу Радујевац.
Уз наређењегенерала Михаиловића, пуковник Пилетић је отишао у Букурешт, ради преговора са командантом Трећег украјинског фронта маршалом Фјодором Ивановичем Толбухином. Да би уверио совјетске војне власти на чијој се страни налазе његове снаге, повео је са собом немачке заробљенике и око 150 Црвеноармејаца, које је током рата ослобађао из заробљеништва и који су се борили заједно са њим, односно под његовом командом. Ипак, Пилетић је тамо ухапшен заједно са својим војницима, а затим одведен у Лубјанку, затвор НКВД-а у Москви. Касније је сведочио да га нису ухапсили Црвеноармејци, већ бивши припадници хрватске 369. појачане пјешачке пуковније на челу са Марком Месићем, која је након заробљавања у Стаљинградској бици прешла на страну Црвене армије, па је од ње формирана Прва југословенска бригада.

### Емиграција
Након испитивања у Москви, требало је да буде пребачен у Београд, где му је припреман монтиран судски процес и потом стрељање. Приликом транспорта је успео да побегне негде у Румунији, у којој се скривао са намером да код Дробета-Турну Северина пређе границу и поведе антикомунистички устанак у Крајини. Сазнавши да је заробљен генерал Михаиловић, одлучује се на одлазак у Француску.
У Француској је убрзо ухапшен, по захтеву ФНР Југославије да буде испоручен. За то време, његова супруга Оливера се налазила у затвору у Београду. Пилетић је пред француским судом успео да докаже невиност у погледу оптужби и исправност своје ратне улоге, због чега је пуштен на слободу. Живео је у Паризу, где му се неколико година касније придружила и супруга.
Умро је 23. јула 1972. године у Паризу.

## Одликовања
- Орден Белог орла са мачевима IV реда (1943)[4]